# Kosova Hora
Kosova Hora (německy Amschelberg, v místním nářečí Kosovka) je obec v okrese Příbram ve Středočeském kraji, asi 3 km východně od Sedlčan. Žije zde přibližně 1 400 obyvatel.

## Historie
První písemná zmínka o obci pochází z roku 1290, obec byla založena při povrchových zlatých a stříbrných dolech. Je pravděpodobné, že král Přemysl Otakar II. hornickou ves, podobně jako mnoho dalších okolních obcí prodal Rožmberkům a jejich rozrodům, například pánům z Landštejna poté, co se zdejší stříbrné doly vyčerpaly. V té době nechali páni z Landštejna vystavět poměrně velký gotický kostel svatého Bartoloměje.  Před druhou světovou válku zde žila významná židovská komunita.

## Obecní správa

### Části obce
- Dobrohošť (k. ú. Vysoká u Kosovy Hory)
- Dohnalova Lhota (k. ú. Vysoká u Kosovy Hory)
- Janov (k. ú. Janov u Kosovy Hory)
- Kosova Hora (k. ú. Kosova Hora)
- Lavičky (k. ú. Vysoká u Kosovy Hory)
- Lovčice (k. ú. Vysoká u Kosovy Hory)
- Přibýška (k. ú. Janov u Kosovy Hory)
- Vysoká (k. ú. Vysoká u Kosovy Hory)

Součástí obce jsou také základní sídelní jednotky Obecní Cihelna a Vyšatoly. K obci patří také Dřevniště, Dvorek, Dvořáček, Pojezdec a Záduší.
Sousedními obcemi sídla jsou Vojkov, Jesenice, Sedlec-Prčice, Heřmaničky, Nedrahovice, Sedlčany, Prosenická Lhota a Štětkovice.
Kosova Hora je bývalý městys.
V letech 1850–1909 k obci patřily i Hulín a Mezné a v letech 1850–1929 také Bořená Hora, Chrastava, Sedlečko, Štětkovice a Vítěž.

### Územněsprávní začlenění
Dějiny územněsprávního začleňování zahrnují období od roku 1850 do současnosti. V chronologickém přehledu je uvedena územně administrativní příslušnost obce v roce, kdy ke změně došlo:
- 1850 země česká, kraj České Budějovice, politický okres Votice, soudní okres Sedlčany[6]
- 1855 země česká, kraj Tábor, soudní okres Sedlčany
- 1868 země česká, politický i soudní okres Sedlčany
- 1939 země česká, Oberlandrat Tábor, politický i soudní okres Sedlčany[7]
- 1942 země česká, Oberlandrat Praha, politický i soudní okres Sedlčany[8]
- 1945 země česká, správní i soudní okres Sedlčany[9]
- 1949 Pražský kraj, okres Sedlčany[10]
- 1960 Středočeský kraj, okres Příbram
- 2003 Středočeský kraj, okres Příbram, obec s rozšířenou působností Sedlčany

## Společnost

### Rok 1932
V roce 1932 zde byly evidovány tyto živnosti a obchody: lékař, autodoprava, 2 holiči, 5 hostinců, kamnář, 4 koláři, košíkář, 2 kováři, 3 krejčí, 2 obchody s kůžemi, továrna na kůže, 2 žulové lomy, 2 obchody s obilím, 2 obuvníci, 3 pekaři, pila, továrna na prošívané pokrývky, 4 řezníci, 2 sedláři, 5 obchodů se smíšeným zbožím, Spořitelní a záložní spolek pro Horu Kosovou, obchod se střižním zbožím, 2 trafiky, 6 truhlářů, 2 velkostatky, 2 zahradnictví, zámečník.
V obci Vysoká (přísl.  obyvatel, Dobrohošť, Dohnalova Lhota, Hulín, Jesenice u Sedlce, Lavičky, Lovčice, Mezné, samostatná obec se později stala součástí Kosovy Hory) byly v roce 1932 evidovány tyto živnosti a obchody: 3 hostince, kolář, kovář, rolník, 4 trafiky.

## Pamětihodnosti

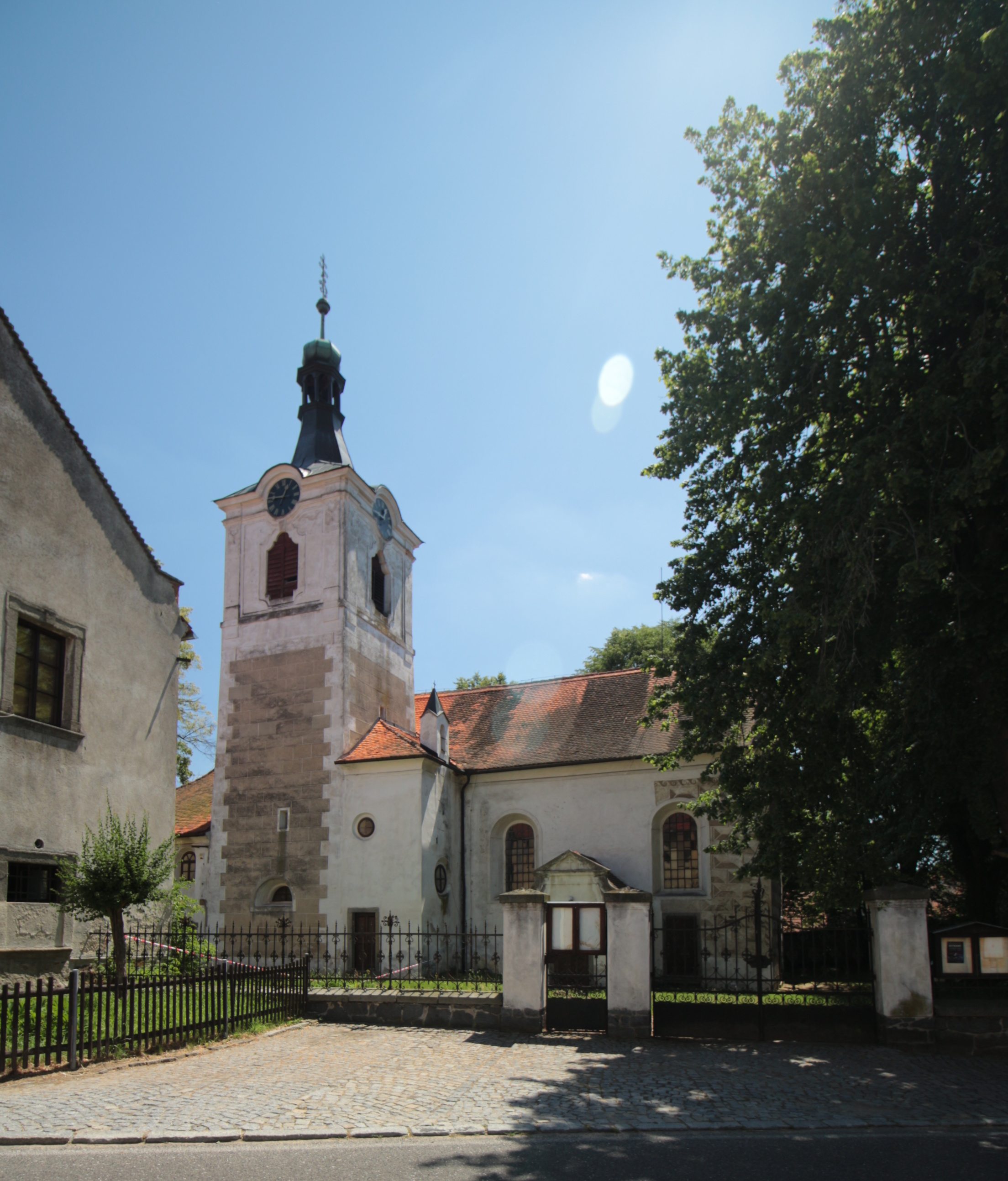
Kostel sv. Bartoloměje

- Renesanční zámek, přebudovaný ze staré tvrze ze 13. století. Z původní tvrze se dodnes zachovala věž, jež je nyní součástí zámku. Sgrafitová výzdoba s kruhovými terči.
- Přírodní památka Kosova Hora, naleziště kručinky křídlaté (rozloha 16,38 ha)
- Zámecký park
- Kostel sv. Bartoloměje v jádru románsko-gotický barokně přestavěn a fara
- Hřbitovní kaple Archanděla Michaela
- Židovský hřbitov z 2. poloviny 16. století
- Kosohorská synagoga připomíná někdejší významnou židovskou komunitu, jednu z největších v Čechách
- Kašna se sochou sv. Jana Nepomuckého.
- Hrobka rodiny Mladotů ze Solopisk, 1898, jedna z prvních realizací Jana Kotěry

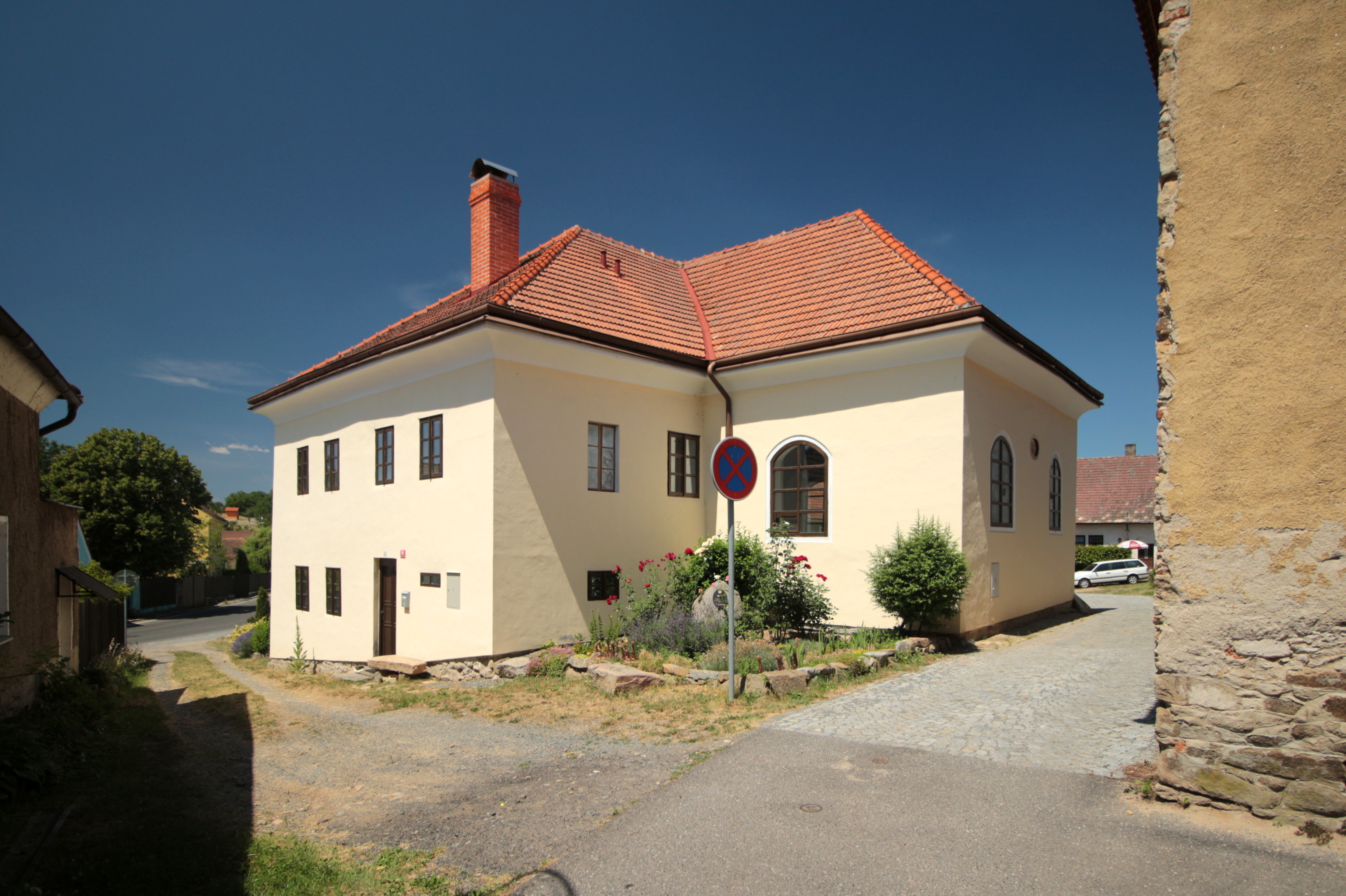
Synagoga v Kosově Hoře

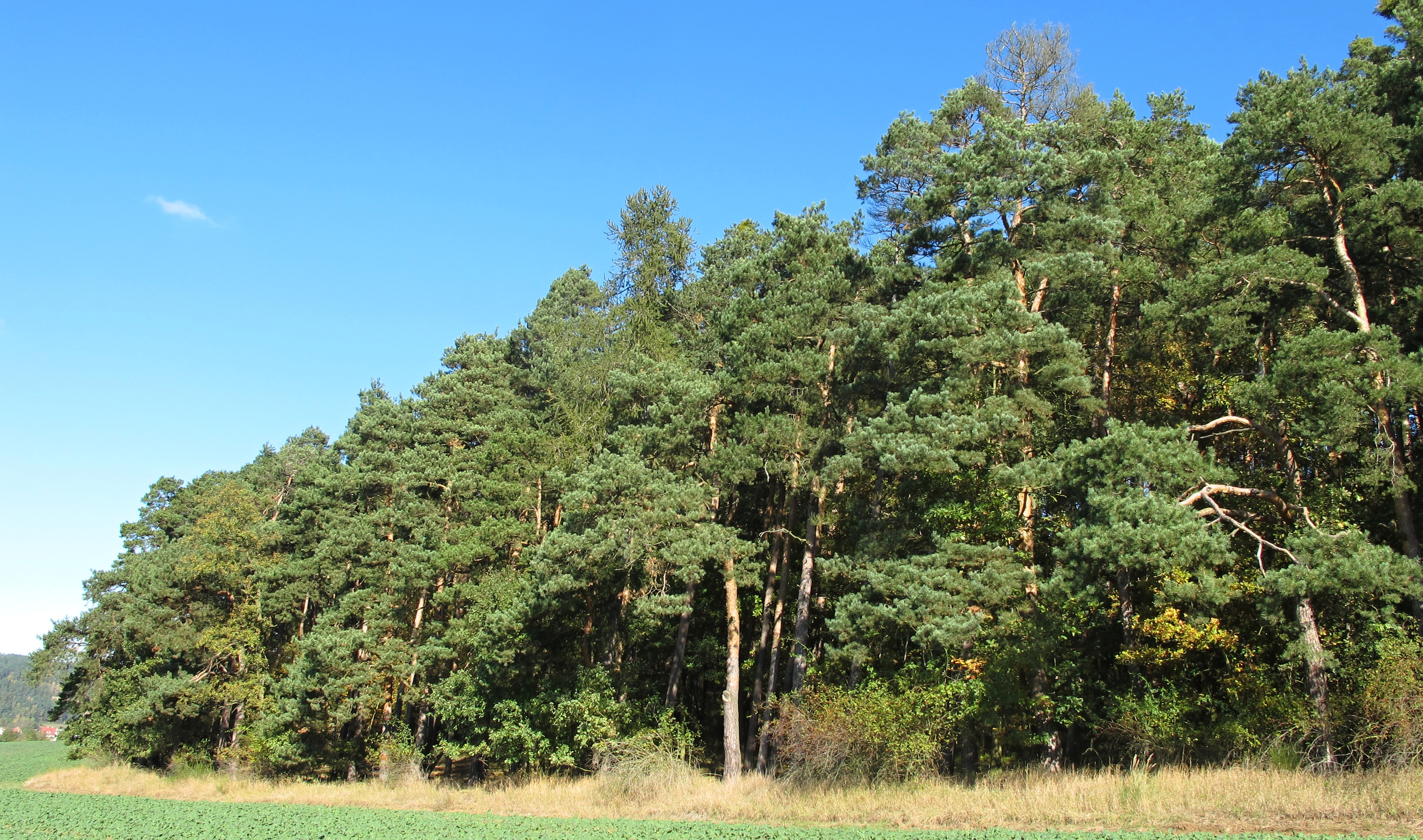
Přírodní památka Kosova Hora

## Osobnosti
- František Ruth (1852–1903), český dramatik, povoláním podnikatel ve stavebnictví
- Friedrich Adler (1857–1938), pražský německy píšící židovský básník, překladatel (zejména libret) a právník
- Mladotové ze Solopisk, zdejší šlechtický rod
- Karel Mareš (1898–1960), generál a letec, první velitel 311. perutě RAF, válečný hrdina; do Kosovy Hory nuceně přesídlen

## Doprava

### Dopravní síť
Okolo obce vede silnice I/18 Rožmitál pod Třemšínem – Příbram – Sedlčany – Kosova Hora – Olbramovice. Do obce dále vedou silnice III. třídy.

### Autobusová doprava 2024
Autobusovou dopravu v obci Kosova Hora zajišťují společnosti Arriva Střední Čechy, Bus Line Jižní Čechy, COMETT PLUS a ČSAD Benešov. Obec je součástí Pražské integrované dopravy (PID). V obci se nacházejí zastávky Kosova Hora a Kosova Hora,žel.st. Mezi další zastávky spadající pod obec jsou Kosova Hora,Dohnalova Lhota, Kosova Hora,Janov, Kosova Hora,Lavičky, Kosova Hora,Lovčice, Kosova Hora,Lovčice,Dvořáček, Kosova Hora,Vysoká a Kosova Hora,Vyšatoly. V Dobrohošti a Přibýšce se autobusové zastávky nenacházejí. Obec obsluhují tři autobusové linky: 518, 519 a 556. Zastávky v Dohnalově Lhotě a Janově obsluhuje také linka 454, která spojuje Sedlčany s Táborem přes Nedrahovice, Jesenici, Sedlec-Prčice, Nadějkov, Jistebnici, Radkov a Balkovu Lhotu. Linka 513 spojuje Sedlčany, Nedrahovice, Jesenici, Sedlec-Prčice a Vrchotice, přičemž jede přes Janov a Dohnalovu Lhotu. Linka 518 propojuje Sedlčany s Kosovou Horou, Štětkovicemi, Prosenickou Lhotou a Hořeticemi. Autobusy linky 519 spojují Sedlčany, Kosovu Horu, Sedlečko, Vojkov a Votice. Autobusová linka 556 zajišťuje spojení mezi Sedlčany, Kosovo Horou, Heřmaničkami, Smilkovem a Voticemi.

### Železniční doprava 2024
Obcí prochází jednokolejná regionální železniční trať 223 Olbramovice–Sedlčany, která byla uvedena do provozu v roce 1894. V obci se nachází železniční zastávka Kosova Hora, kde zastavují osobní vlaky linky S98. Tyto vlaky, provozované společností České dráhy, jezdí z Benešova u Prahy přes Olbramovice a pokračují dále do Sedlčan.

## Turistika
- Cyklistika – Obcí vede cyklotrasa č. 11 Praha – Neveklov – Kosova Hora – Sedlec-Prčice – Tábor a č. 112 Louňovice pod Blaníkem – Votice – Kosova Hora.
- Pěší turistika – Obcí vedou turistické trasy  Kosova Hora – Jesenice – Jistebnice a  Kosova Hora – Sedlčany.